# Tatăl soldatului
Tatăl soldatului (în georgiană ჯარისკაცის მამა transliterat. Jariskats'is mama, în rusă Отец солдата) este un film sovietic georgian alb-negru dramatic parțial autobiografic despre al Al Doilea Război Mondial. A fost regizat de Revaz Ciheidze pe baza unui scenariu scris de Suliko Jgenti, bazat pe biografia sa. Rolul principal a fost jucat de Sergo Zakariadze (სერგო ზაქარიაძე). Filmul a fost produs de studioul Kartuli Pilmi (ქართული ფილმი, studioul de film georgian) și a avut premiera în 1964. Tatăl soldatului a intrat în concurs la cel de-al 4-lea Festival Internațional de Film de la Moscova.

## Rezumat
Filmul are loc în vara anului 1942. Bătrânul fermier georgian Giorgi Maharașvili află că fiul său, Goderdzi, a fost rănit și a fost dus într-un spital. Giorgi își propune să-și viziteze fiul. Până să ajungă la spital, fiul său și-a revenit și a fost trimis din nou pe front. Giorgi decide să rămână în armată și se înscrie cu succes în unitățile motorizate. Împreună cu tovarășii săi de arme pleacă în Germania. În timpul unei bătălii, Giorgi își găsește în sfârșit fiul, dar după ce a fost rănit, Goderdzi moare în brațele tatălui său.

## Distribuție
- Sergo Zaqariadze ca Giorgi Maharașvili[3]
- Vladimir Privalțev ca Nikiforov (ca V. Privalțev)
- Aleksandr Nazarov ca Arkadi (ca A. Nazarov)
- Aleksandr Lebedev (actor) (ca A. Lebedev)
- Iuri Drozdov ca Vova (ca Yu. Drozdov)
- Vladimir Kolokolțev ca Grișa (ca V. Kolokolțev)
- Viktor Uralsky ca Pachua (cu V. Uralsky)
- Qetevan Bochorishvili ca Tamari, soția lui Giorgi (ca K. Bochorishvili)
- Vladimir Pitsek (ca V. Pitsek)
- Pyotr Lyubeshkin (cu P. Lyubeshkin)
- Ivan Kosykh cu Akhmed (cu I. Kosykh)
- Viktor Kosykh ca Vasya
- Roman Vildan (ca R. Vildan)
- Yelena Maksimova (ca Ye. Maksimova)
- Inna Vykhodtseva (ca I. Vykhodtseva)
- Nikolai Barmin (ca de N. Barmin)
- Radner Muratov (ca R. Murator)
- Bondo Goginava (ca B. Goginava)
- Vyacheslav Zharikov (ca V. Zharikov)
- Tatyana Sapozhnikova (ca T. Sapozhnikova)

## Producție
Scenaristul filmului Suliko Jgenti s-a oferit voluntar să lupte pe front în timpul celui de-Al Doilea Război Mondial. El a servit în cadrul forțelor amfibie de asalt, a fost rănit grav și i-au fost acordate patru medalii. Suliko a vorbit despre un coleg care a devenit prototipul protagonistului acestui film - bătrânul fermier Bodbișevschi, care a luptat alături de el. În ciuda anilor, bătrânul a avut o putere remarcabilă. Îndurându-se de tinerii soldați, el le-a luat mitraliera și a cărat-o câțiva kilometri pe umeri. În divizie, era favoritul tuturor.
Autorul scenariului și-a amintit cum în primăvara anului 1942 sunetele unei melodii georgiene l-au trezit la Novorossiisk în timp ce a dormi în tranșee: George Maharașvili era cel care cânta. Despica pământul cu o baionetă, pentru a semăna grâu. Soldații se uitau unii la alții surprinși. „Vine, vine primăvara...” a cântat bătrânul. După ce a primit vestea că fiul său se află în spital,  a mers în vizită la Suliko, dar nu l-a găsit în infirmerie. Această poveste reală a stat la baza scenariului filmului.
Scenaristul a păstrat numele adevărat al protagonistului - Giorgi Maharașvili.

## Lansare
A fost lansat în anul 1965 și a avut parte de mare succes comercial, fiind vizionat de 23,8 milioane de spectatori în cinematografele din Uniunea Sovietică.

## Trivia
În scena cu podgoria, în locul tancului T-34-85, s-a folosit la filmări un T-44 mai avansat, care a fost produs aproape de sfârșitul celui de-al Doilea Război Mondial de către Uniunea Sovietică și nu a fost implicat în ostilitățile prezentate în film. La fel, sunt folosite tancuri IS-3 care în realitate nu au participat la ostilități. În episodul cu atacul tancurilor sovietice, actorii sunt înarmați cu mitraliere Kalașnikov postbelice.
La 10 mai 2013, o versiune restaurată și colorizată a filmului a fost transmisă pe Pervîi Kanal.

## Moștenire
La 9 mai 2014, la Tbilisi, s-a sărbătorit împlinirea a 50 de ani de la apariția acestui film. Evenimentul a avut loc la Muzeul de Stat al Teatrului, Muzicii, Cinematografiei și Coregrafiei din Tbilisi. La eveniment a participat regizorul Revaz Rezo Ciheidze.
Eroului filmului, tatăl soldatului Georgi Maharașvili, al cărui rol în film a fost jucat de Sergo Zakariadze, i s-a ridicat un monument la Kakheti, în estul Georgiei.